# Campionati del mondo di corsa in montagna 2007
I Campionati del mondo di corsa in montagna 2007 si sono disputati ad Ovronnaz, in Svizzera, il 15 settembre 2007 sotto il nome di "World Trophy". Il titolo maschile è stato vinto da Marco De Gasperi, quello femminile da Anna Pichrotva.

## Uomini Seniores
Individuale
| Pos.    | Atleta              | Nazione     | Tempo  |
| ------- | ------------------- | ----------- | ------ |
| Oro     | Marco De Gasperi    | Italia      | 51'49" |
| Argento | Yohannes Tesfay     | Eritrea     | 52'19" |
| Bronzo  | Ermias Tesfazghi    | Eritrea     | 53'02" |
| 4       | Joe Symonds         | Scozia      | 53'02" |
| 5       | Adam Grice          | Inghilterra | 53'10" |
| 6       | Marco Gaiardo       | Italia      | 53'31" |
| 7       | Alexis Gex-Fabry    | Svizzera    | 53'38" |
| 8       | Sebastien Epiney    | Svizzera    | 53'40" |
| 9       | Raymond Fontaine    | Francia     | 54'23" |
| 10      | Tewoldeberhan Kokob | Eritrea     | 54'27" |

Squadre
| Pos.    | Squadra  | Punti |
| ------- | -------- | ----- |
| Oro     | Italia   | 30    |
| Argento | Eritrea  | 30    |
| Bronzo  | Svizzera | 61    |

## Uomini Juniores
Individuale
| Pos.    | Atleta             | Nazione   | Tempo  |
| ------- | ------------------ | --------- | ------ |
| Oro     | Geoffrey Kusuro    | Uganda    | 36'48" |
| Argento | Moussie Semere     | Eritrea   | 37'20" |
| Bronzo  | Ouqbit Tseggay     | Eritrea   | 37'28" |
| 4       | Michael Hiyabu     | Eritrea   | 37'46" |
| 5       | Hasan Pak          | Turchia   | 38'34" |
| 6       | Juan Carlos Carera | Messico   | 38'57" |
| 7       | Zeremariam Tseggay | Eritrea   | 38'59" |
| 8       | Matthew Bayley     | Australia | 39'02" |
| 9       | Ercan Muslu        | Turchia   | 39'38" |
| 10      | Manuel Stöckert    | Germania  | 40'00" |

Squadre
| Pos.    | Squadra | Punti |
| ------- | ------- | ----- |
| Oro     | Eritrea | 9     |
| Argento | Turchia | 25    |
| Bronzo  | Italia  | 70    |

## Donne Seniores
Individuale
| Pos.    | Atleta                | Nazione     | Tempo  |
| ------- | --------------------- | ----------- | ------ |
| Oro     | Anna Pichrtova        | Rep. Ceca   | 39'40" |
| Argento | Andrea Mayr           | Austria     | 41'42" |
| Bronzo  | Laura Haefeli         | Stati Uniti | 41'59" |
| 4       | Elisa Desco           | Italia      | 42'39" |
| 5       | Maria E. Rodriguez Q. | Colombia    | 42'47" |
| 6       | Daneja Grandovec      | Slovenia    | 42'56" |
| 7       | Bernadette Meier      | Svizzera    | 43'21" |
| 8       | Christine Lundy       | Stati Uniti | 43'38" |
| 9       | Isabelle Guillot      | Francia     | 43'46" |
| 10      | Iva Milesova          | Rep. Ceca   | 44'10" |

Squadre
| Pos.    | Squadra     | Punti |
| ------- | ----------- | ----- |
| Oro     | Stati Uniti | 23    |
| Argento | Rep. Ceca   | 24    |
| Bronzo  | Italia      | 29    |

## Donne Juniores
Individuale
| Pos.    | Atleta              | Nazione       | Tempo  |
| ------- | ------------------- | ------------- | ------ |
| Oro     | Lara Tamsett        | Australia     | 21'50" |
| Argento | Hulya Bastug        | Turchia       | 22'00" |
| Bronzo  | Veronica Wallington | Australia     | 22'46" |
| 4       | Anna Lieb           | Stati Uniti   | 22'54" |
| 5       | Ruth Croft          | Nuova Zelanda | 23'31" |
| 6       | Mhairi Inglis       | Scozia        | 23'45" |
| 7       | Anna Andreson       | Inghilterra   | 23'46" |
| 8       | Maria Dalzot        | Stati Uniti   | 23'46" |
| 9       | Anita Baierl        | Austria       | 23'48" |
| 10      | Hannah Bateson      | Inghilterra   | 23'50" |

Squadre
| Pos.    | Squadra     | Punti |
| ------- | ----------- | ----- |
| Oro     | Australia   | 4     |
| Argento | Stati Uniti | 12    |
| Bronzo  | Turchia     | 13    |

## Medagliere
| Posizione | Paese       | Oro | Argento | Bronzo | Totale |
| --------- | ----------- | --- | ------- | ------ | ------ |
| 1         | Italia      | 2   | 0       | 2      | 4      |
| 2         | Austria     | 2   | 0       | 1      | 3      |
| 3         | Eritrea     | 1   | 3       | 2      | 6      |
| 4         | Stati Uniti | 1   | 1       | 1      | 3      |
| 5         | Rep. Ceca   | 1   | 1       | 0      | 2      |
| 6         | Uganda      | 1   | 0       | 0      | 1      |
| 7         | Turchia     | 0   | 2       | 1      | 3      |
| 8         | Austria     | 0   | 1       | 0      | 1      |
| 9         | Svizzera    | 0   | 0       | 1      | 1      |